# Kort Rogge

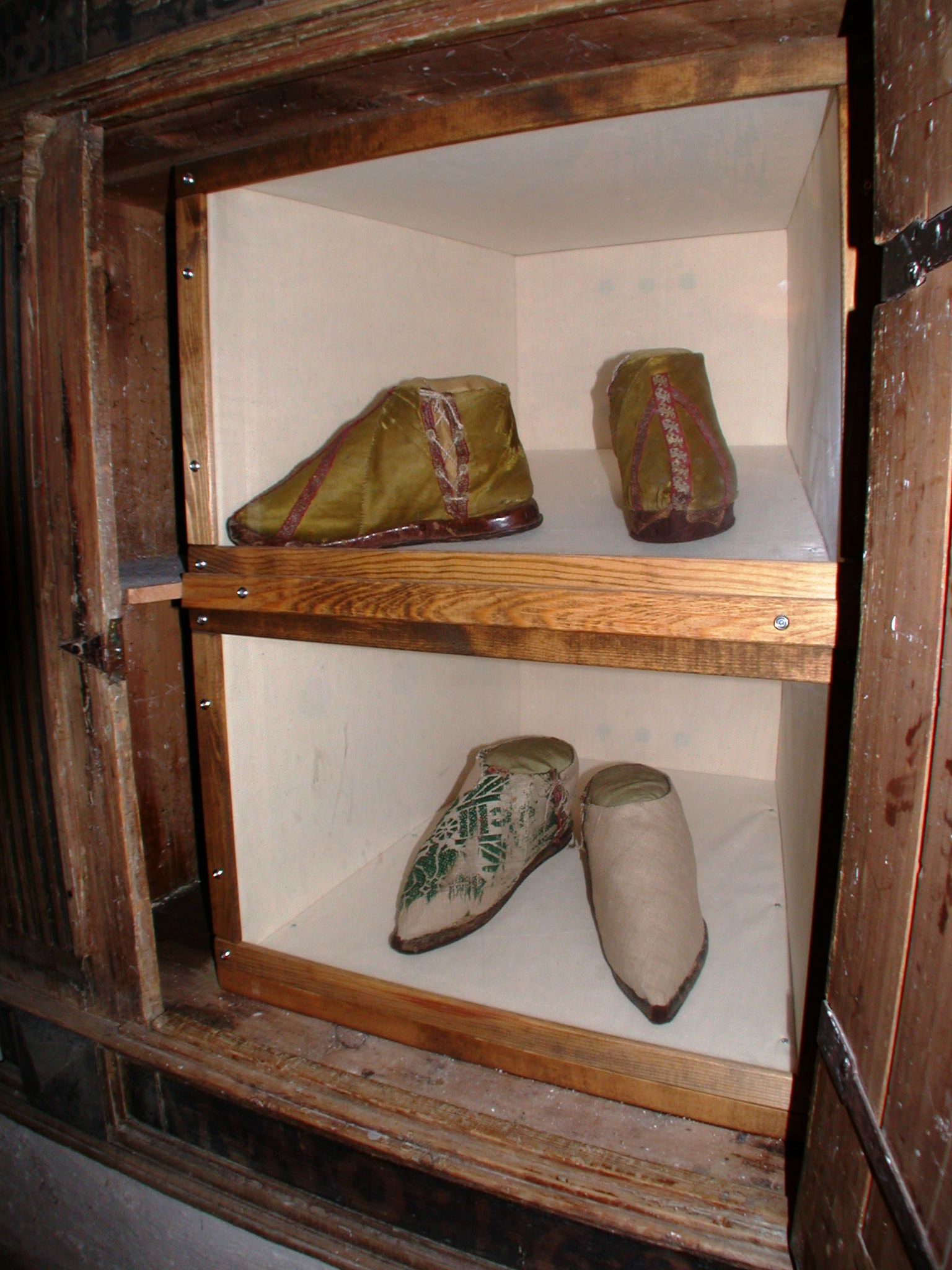
Liturgiska skor, eventuellt tillhöriga Kort Rogge.

Kort Rogge eller Kyle, (även Rogge Kyle, Konrad Rogge, Cort Rogge, Conradus Roggo gothus, Conradus Roggo de Holmis), född cirka 1425 i Stockholm, död 5 april 1501 i Strängnäs, var biskop i Strängnäs 1479–1501.

## Biografi
Kort Rogge förde Kyleättens vapen, och var son till tegelmästare Rogge Kyle som invandrat till Stockholm från Westfalen, och Dorotea Horn, dotter till borgaren i Stockholm Hans Horn. Eftersom fadern var rik kunde han bekosta sonens exklusiva utbildningar i juridik och humaniora. Han inskrevs i Leipzig 1446 och blev baccalaureus där 1449, och fortsatte sedan till Perugia där han 1460 blev doktor i kyrkorätt. Inför sina lärare höll han då ett tal som finns bevarat. Det är hållet efter klassiskt stiliserat mönster i typisk renässansanda.
Endast ett fåtal svenskar hade lika god utbildning, och när Kort Rogge efter sex år i Italien återvände till Sverige steg han snabbt i graderna. Ärkebiskopen Jöns Bengtsson (Oxenstierna) fängslades 1463 av Kristian I, varvid Kort Rogge, som då var kanik i Uppsala utnämndes till förvaltare av hans ämbete. Året därefter utnämndes Rogge till ärkedjäkne. När det svensk-danska kriget tog slut 1469 skickades han av Karl Knutsson till Lübeck som svensk fredsförhandlare. 1479, under Sten Sture den äldres tid, utsågs han till biskop av Strängnäs. I Mälarstaden lät han återuppbygga domkyrkan, som hade eldhärjats 1473, och uppförde Roggeborgen, och där grundade han ett sjukhus (infirmaria) för präster. Tack vare sin personliga förmögenhet kunde Rogge göra stora donationer till kyrkan. Rogge bekostade domkyrkans nya altarskåp, inköpt från Bryssel där det tillverkades 1490. Ute i stiftet byggdes Tynnelsö slott ut, Riseberga kloster blev ägare till Trystorps gård, klockor delades ut till kyrkorna i Kräcklinge och Tångeråsa.
När Sten Sture, efter 29 års regerande störtades, hade Rogge tillsammans med andra stormän gått över till den kung Hans, som några år framåt skulle försöka hålla Sverige kvar i unionen. En av orsakerna till att Rogge övergett Sten Sture var deras olika syn på johanniterklostret i Eskilstuna.
Av Kort Rogges boksamling att döma torde han även spelat en stor roll för att ha fört humanismen till Sverige. Han var en av de första som utnyttjade tryckerikonsten, och lät trycka en mässbok för Strängnäs stift. Den hette Missale Strengnense och omfattade 224 sidor. Under sitt sista levnadsår instiftade han Marie psaltares brödraskap – en grupp sångare som hade till uppgift att sjunga tideböner i domkyrkan.
Kort Rogge ligger begraven i Strängnäs domkyrka där hans gravhäll, skapad av Hans Stenrat, ännu är intakt. Här finns bevarat två par liturgiska skor som kan ha tillhört Rogge. I romanen Den allvarsamma leken av Hjalmar Söderberg, utgiven 1912, omtalas samma skor som Biskop Rogges tofflor.

### Roggeskåpet
Altarskåpet vid högaltaret i Strängnäs domkyrka från 1480–1490 är det så kallade Roggeskåpet. Det har bilder från julens evangelium och, när man öppnat skåpet finns bilder från passionshistorien. Skåpet är tillverkat i Flandern och 1490 färdigställdes det i en verkstad i Bryssel och anses vara ett av de kostbaraste altarskåp som någonsin levererats från staden. Det har nu sin plats på högaltaret i domkyrkan. Skåpet är skänkt av biskop Kort Rogge och är ett av Sveriges största altarskåp. Roggeskåpet vid högaltaret i domkyrkan är det största och märkligaste av kyrkans medeltida altarskåp.

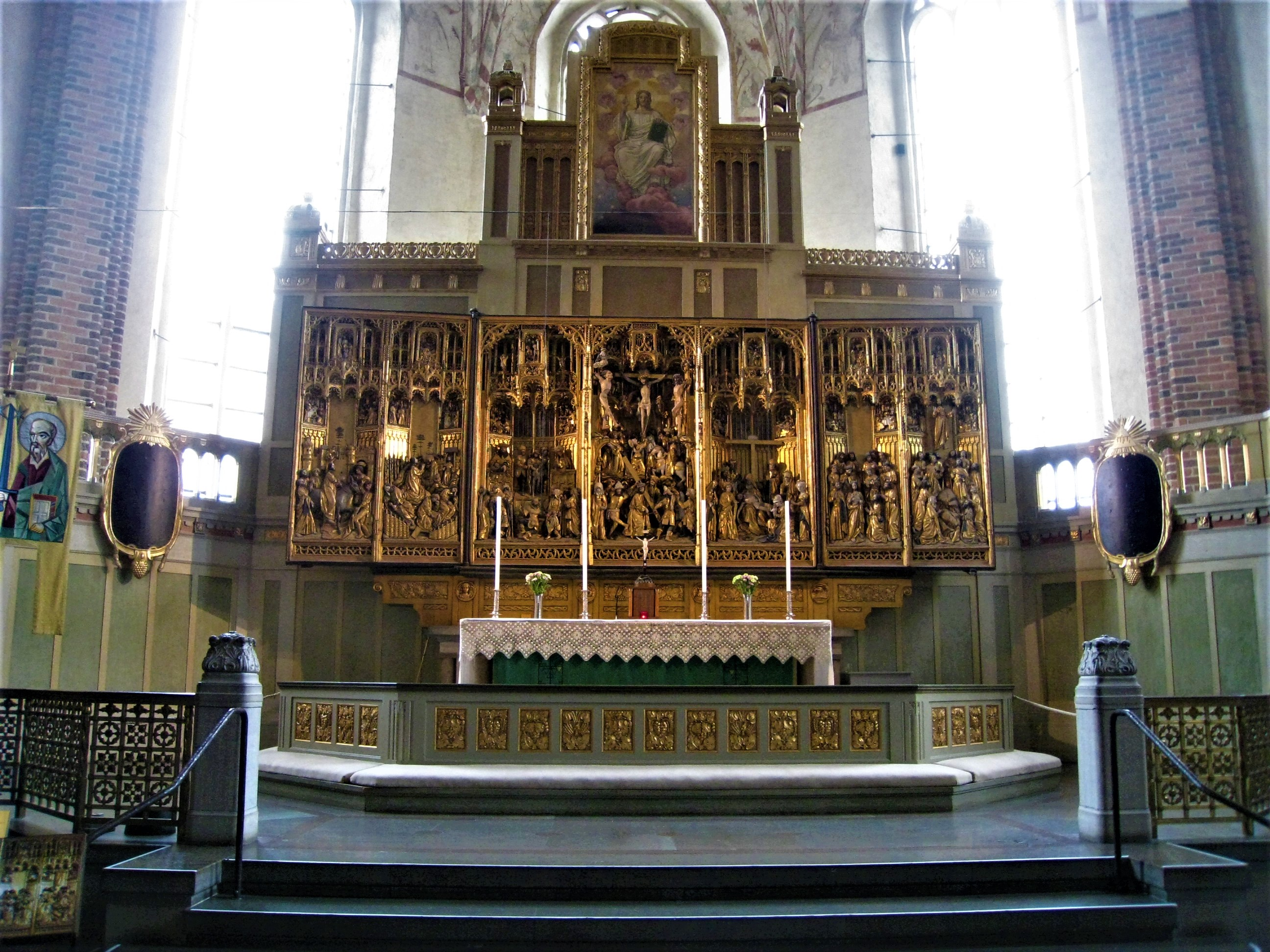
Altarskåpet i Strängnäs domkyrka vid högaltaret tillverkades i Flandern 1480–1490.
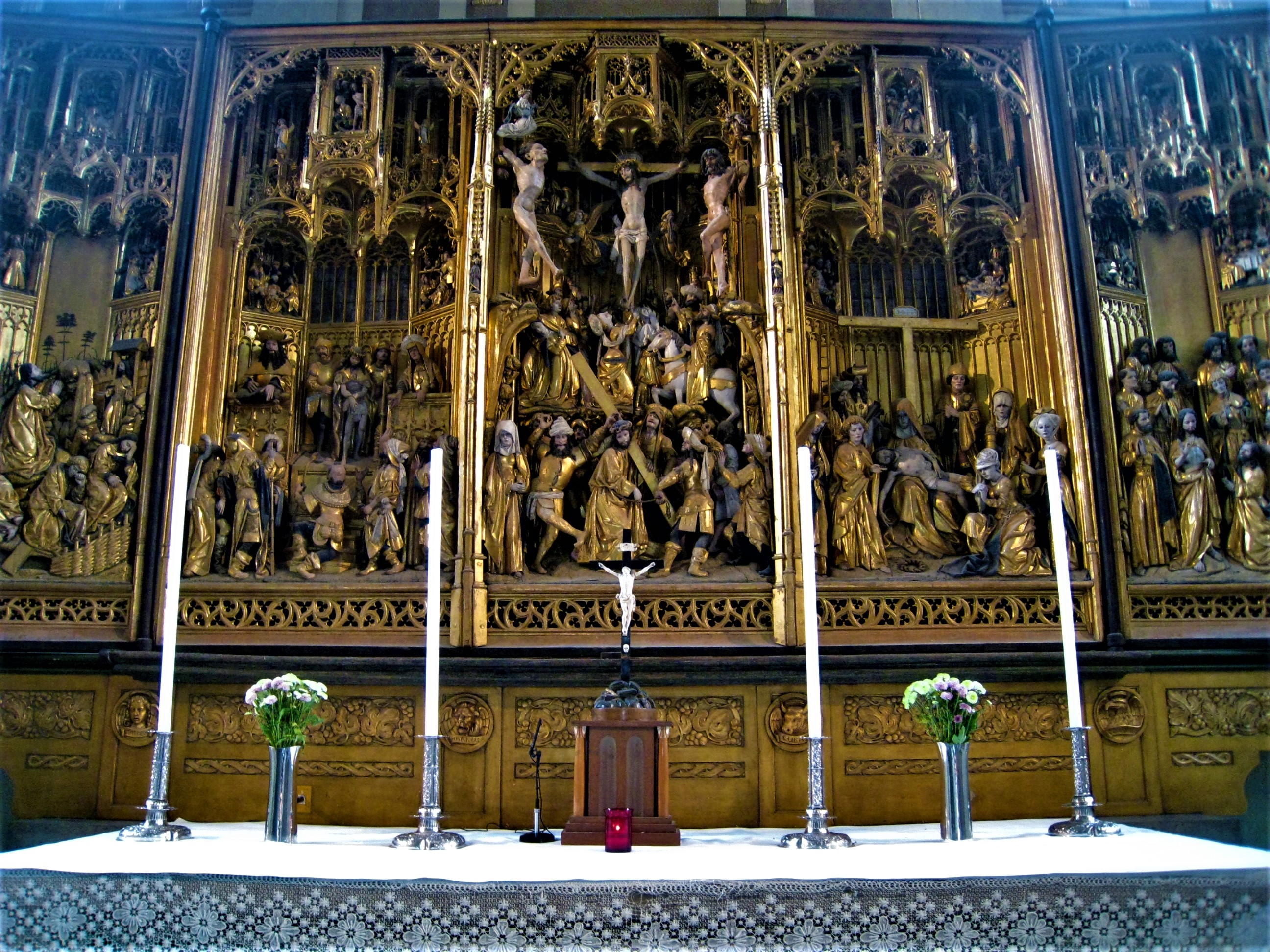
Detalj av altarskåpet, Roggeskåpet, i Strängnäs domkyrka.
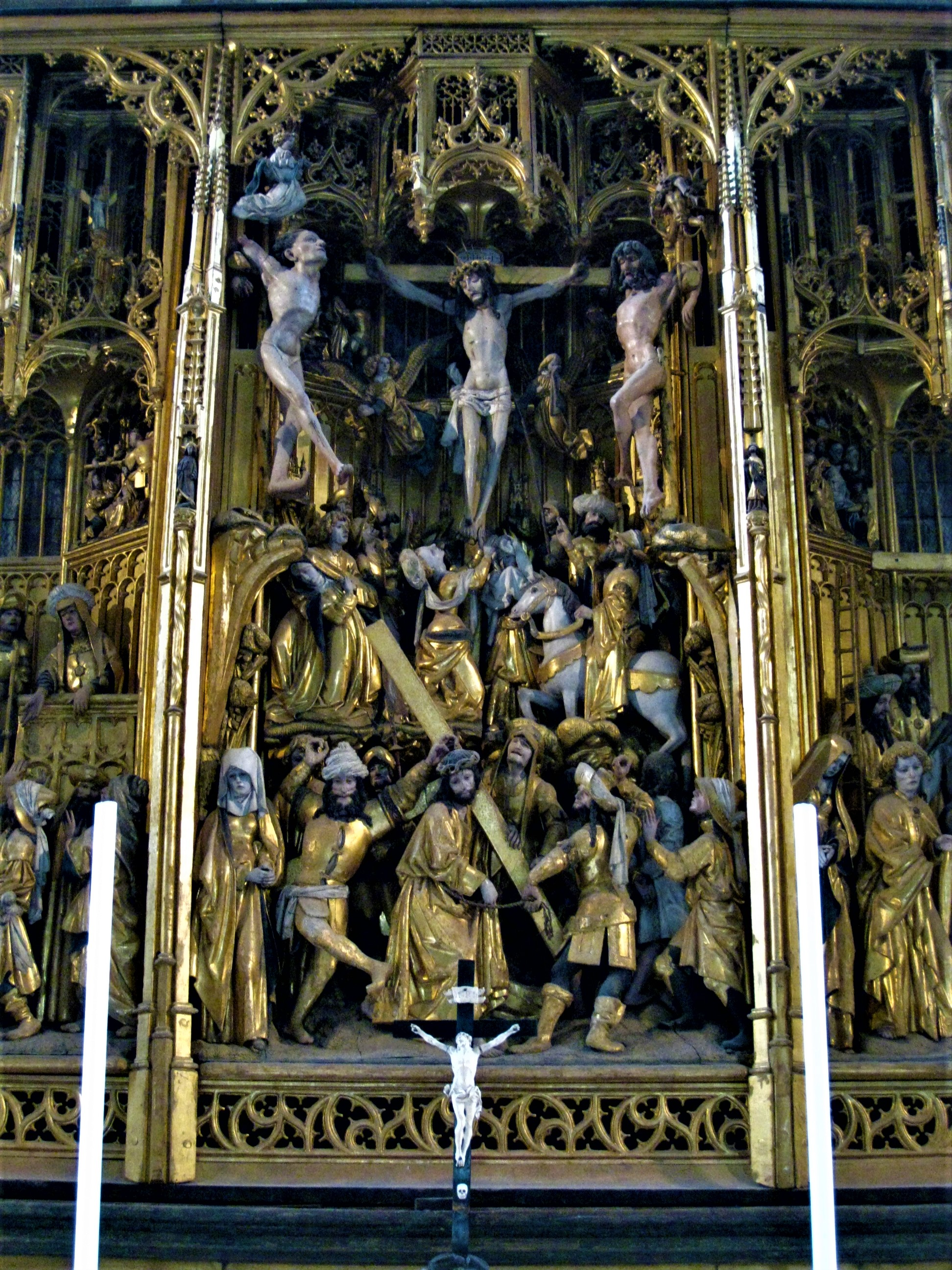
Detalj av altarskåpet, Roggeskåpet, i Strängnäs domkyrka.